# Pajots
Le pajots (prononcer payots) est un parler brabançon parlé dans la région du Pajottenland, dans le Brabant flamand, Belgique.